# Anna Sedojkina
Anna Sergejevna Sedojkina (russisk: Анна Сергеевна Седойкина; født 1. August 1984 i Volgograd, Rusland) er en kvindelig russisk tidligere håndboldspiller som spillede for Rostov-Don, CSKA og Dynamo Volgograd, samt Ruslands kvindehåndboldlandshold.
I dag er hun målvogtertræner for CSKA.

## Karriere
Sedojkina startede hendes professionelle håndboldkarriere i Dinamo Volgograd. Med Dinamo Volgograd, vandt hun EHF Cup i 2008 og det russiske mesterskab i 2001, 2009, 2010, 2011 og 2012. Sammen Dinamo, spillede hun sig til Final 4, ved Champions League i 2015. I sommeren 2015 skiftede hun til rivalerne fra Rostov-Don. Med Rostov-Don, vandt hun EHF Cup i 2017 og det russiske mesterskab i 2017, 2018, 2019 og 2020. Derefter skiftede hun til CSKA, hvor hun spillede i to år, før hun indstillede karrieren.
Hun har optrådt i mange år, for det russiske håndboldlandshold. Med Rusland, vandt hun VM 2009 i Kina og bronzemedalje ved EM 2008 i Makedonien. Hun deltog ved Sommer-OL 2012 i London. Ved de olympiske lege 2016 i Rio de Janeiro, vandt hun guldmedalje med Rusland. Hun var med til at vinde sølv ved EM i Frankrig 2018 og bronze ved VM i Japan 2019.
Hun var også med til at vinde OL-sølv i håndbold for Rusland ved Sommer-OL 2020 i Tokyo, efter finalenederlag til Frankrig med cifrene 25–30.